# Knudskov (Holbæk)
Knudskov eller Knudskovparken er et kvarter i Holbæk, der primært består af rækkehuse i 2 til 2½ etage, hvor stuen og 1. sal i reglen udgør to forskellige lejemål. Derudover er der et begrænset antal rækkehuse i 1½ etage. Kvarteret omfatter de tre områder Knudskovparken, Alléparken og Kikhøjparken, der tilsammen har 804 lejemål, og som administreres af Holbæk Boligselskab, der er en del af det landsdækkende selskab Domea. Der bor ca. 1600 indbyggere i kvarteret. 
I området ligger institutionen Kikhøj, der tager sig af børn og unge med handicap, samt Absalonsskolen, der er en af de tre kommunale skoler i Holbæk by. 
Området har taget navn efter den nærliggende Knudskov, der er en del af ladegårdsskovene i Holbæks sydvestlige udkant. 
|  | Denne artikel om lokaliteten Knudskov (Holbæk) kan blive bedre, hvis der indsættes et (bedre) billede. Du kan hjælpe ved at afsøge Wikimedia Commons for et passende billede eller lægge et op på Wikimedia Commons med en af de tilladte licenser og indsætte det i artiklen. |

55°42′25″N 11°41′45″Ø / 55.70694°N 11.69583°Ø